# Útesy Minerva
Minerva je dvojice korálových útesů v Pacifiku, která je součástí království Tonga. Leží na 23. stupni jižní šířky a 179. stupni západní délky.

## Geografie
Souostroví je tvořeno dvěma atoly: Severní Minerva (Teleki Tokelau) a Jižní Minerva (Teleki Tonga). Atoly mají průměr okolo pěti kilometrů a jsou vzdáleny 400 km jihozápadně od hlavního města Nuku'alofa. Ostrovy vyčnívají nad mořskou hladinu pouze za odlivu, takže jsou postrachem velkých lodí. Na místě někdy kotví jachty a posádka se věnuje potápění a rybaření.

## Historie
Ostrovy byly objeveny v roce 1829, kdy na nich ztroskotala velrybářská loď Minerva. O neobyvatelné útesy nikdo nejevil zájem až do ledna 1972, kdy je obsadil Američan Michael Oliver a vyhlásil na nich samostatnou Republiku Minerva. Nechal na místo vozit písek a budovat plošiny, na kterých chtěl postavit město. Po měsíci útesy obsadila tonžská armáda a ukončila tak tento pokus o založení mikronároda. V roce 2010 vzneslo nároky na toto území Fidži a došlo k ozbrojeným konfliktům.